# Klara i wszystko jasne
Klara i wszystko jasne (Alles Klara) – niemiecki serial kryminalny emitowany w latach 2012-2017.

## Treść
Akcja serialu toczy się w położonych w środkowych Niemczech górach Harz. Główna bohaterka, Klara Degen, jest sekretarką pracującą w komisariacie policji w górskim miasteczku. Często wtrąca się do prowadzonych tam śledztw przyczyniając się do rozwiązania kryminalnych zagadek.

## Główne role[2]
- Wolke Hegenbarth: Klara Degen
- Felix Eitner: Paul Kleinert
- Jan Niklas Berg: Jonas Wolter
- Christoph Hagen Dittmann: Tom "Olli" Ollenhauer
- Alexa Maria Surholt: doktor Gertrud Müller-Dietz
- Jörg Gudzuhn: doktor Münster
- Stephan Grossmann: Jörg Wegener
- Winnie Böwe: Sylvia Wegener
- Sönke Möhring: Robert Baumann
- Antonia Görner: Lena Wegener
- Sebastian Achilles: Lutz Christoph
- Stephanie Kämmer: Helga Kärcher
- Karin Schröder: Hermine Kleinert
- Sophie Lutz: Kati Herrmann